# Interjecció
La interjecció és una categoria gramatical que conté mots que denoten estats d'ànim o impressions súbites. Són expressions invariables, sovint provinents d'una onomatopeia o d'una frase feta que s'usen en oracions exclamatives per a acompanyar el discurs. No tenen cap funció sintàctica dins la frase, tan sols realcen el missatge, apel·len a l'interlocutor i expressen els sentiments de qui les fa servir. S'empren sense connexió gramatical amb la resta del discurs. Normalment equivalen a una oració. Pertanyen a un registre oral i col·loquial de la llengua.
Les interjeccions poden expressar sorpresa (caram! òndia! etc.), alegria (visca! etc.), rebuig, fàstic, enuig, etc., però també poden funcionar com una amonestació o un imperatiu, com ara xut! per demanar silenci, o ep! o ei! per cridar l'atenció, o compte! per avisar d'un perill iminent, per exemple. O també poden ser simplement descriptius, com ara les onomatopeies que es poden llegir més avall.

## Tipus d'interjeccions
- Exclamacions: ah!, ai! apa!, au!, buf!, ecs!, eh!, ei!, ep!, epa! oh!, uf!, ui!, uix!, vaja!...
- Onomatopeies: mec!, paf!, pam!, patapaf!, pim!, pum!, xaf!, xap!...
- Sintagmes nominals o noms: arruix!, sus!, compte!, Déu meu!, Jesús!, llàstima!, (re)noi!, paraula d'honor!, salut!...
- Sintagmes verbals o verbs: bufa!, fuig!, ix!, som-hi!, vatua!, visca!, vinga!, xut!...
- Adverbis: amunt!, bé!, fora!...
- Frases: Com hi ha món!; I una merda!; Vatua l'olla!; etc.
  - Frases amb déu: Déu me'n guard!; Ai Déu!; Déu meu!; Bon Déu!; Déu del cel!; Déu meu de la creu!; Valga'm Déu!; Gran Déu!; Déu de Déu! Beneït sia Déu!; Lloat siga Déu! (El nom de Déu figura en nombroses fórmules de jurament destinades a afirmar enèrgicament la certesa d'allò que hom diu: Com hi ha Déu!; Com hi ha un Déu al cel!; A fe de Déu; No veja jo Déu! (ant.); Déu no m'ajut! (ant.); En veritat de Déu (ant.); Voto a Déu!; Viva Déu…)
- Renecs o paraulotes: Cony!; Collons!; Hòstia!; Me cagondeu!; Merda!; Carall!; Carai!; Dimoni!; etc.
- Eufemismes de renecs o paraulotes: Cordons!; Òndia!; Càsum dènia!; Cagon dena!; Caram!; Diantre!; I una mè!; La mare del tano!, La mare que et va matricular!; Vatua l'olla!; Vatua deuxes!, etc.